# Pacte de non-agression germano-estonien

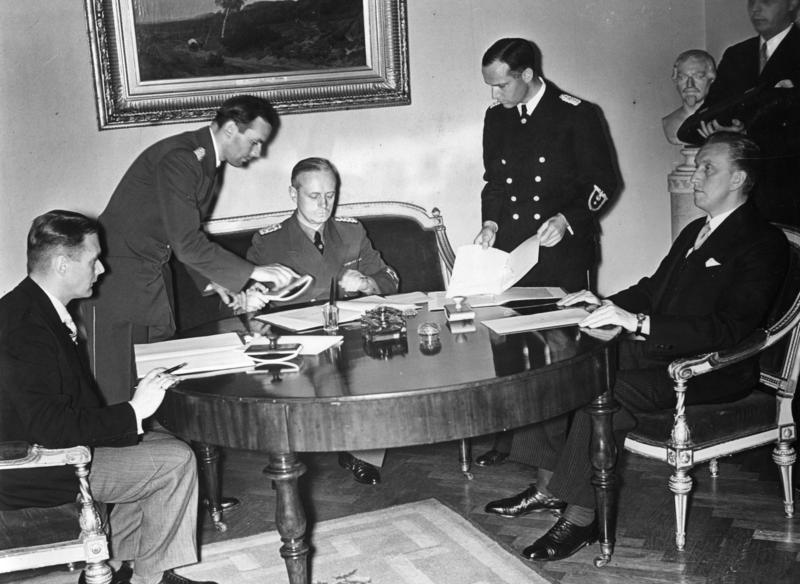
Signature des pactes de non-agression germano-estonien et germano-letton. Assis, de gauche à droite : Vilhelms Munters, ministre des Affaires étrangères letton, Joachim von Ribbentrop, ministre des Affaires étrangères allemand et Karl Selter, ministre des Affaires étrangères estonien.

Le Pacte de non-agression germano-estonien fut signé à Berlin le 7 juin 1939, par les ministres des Affaires étrangères estonien et allemand Karl Selter et Joachim von Ribbentrop. Le Pacte de non-agression germano-letton fut également signé le même jour. Les ratifications du Pacte germano-estonien furent échangées à Berlin le 24 juillet 1939 et le Pacte entra en vigueur le même jour. Il fut enregistré dans le recueil des traités de la Société des Nations le 12 août 1939. Le Pacte avait été conclu pour une période de dix ans.
Les pactes étaient destinées à empêcher les puissances occidentales ou l’Union soviétique de gagner de l'influence dans les pays baltes et ainsi encercler l'Allemagne (le pacte de non agression avec la Lituanie fut conclu en mars après l’ultimatum allemand à la Lituanie à propos la région de Klaipéda). Ces états étaient de fournir une barrière contre toute intervention soviétique dans la prochaine guerre germano-polonaise.
L'Allemagne nazie offrit de signer des pactes de non-agression avec l’Estonie, la Lettonie, la Finlande, le Danemark, la Norvège et la Suède le 28 avril 1939. La Suède, la Norvège et la Finlande rejetèrent la proposition. Les premiers projets furent préparés durant la première semaine de mai, mais la signature des traités fut retardée à deux reprises en raison de demandes de clarifications de la Lettonie.